# Егон Шиле
Егон Шиле (на немски: Egon Schiele) е австрийски художник експресионист, един от големите представители на стила модерн (Wiener Moderne). Роден в Тулн на Дунав. Баща му, Адолф, работи в Държавните австрийски железници като ръководител на гара; майка му, Мари, е от Крумау, Бохемия. Като дете той посещава училището на Stift Klosterneuburg (римски католически манастир), където учителят му по изобразително изкуство К.Л. Страуч разпознава и подкрепя артистичния талант на Шиле.

## Биография
Когато Шиле е на 15, баща му умира от сифилис и той става повереник на вуйчо си (брат на майка му), който е разтревожен от липсата на интерес на младежа към учението, но въпреки това признава страстта и таланта му по отношение на изкуството. През 1906 г. Шиле кандидатства в Kunstgewerbeschule (Институт по изкуства и занаяти) във Виена, където някога е учил и Густав Климт. През първата му година там Шиле е изпратен по настояване на няколко членове на факултета в по-традиционната Akademie der Bildenden Künste във Виена през 1906 г. Там той учи боядисване и рисуване, но е разочарован от консерватизма на учебното заведение. Тъй като съществуват сведения, доказващи, че Адолф Хитлер е отхвърлен от Академията през 1907 г., това е довело до погрешното мнение, че Шиле и Хитлер са се познавали във Виена.
През 1907 г. Шиле се среща с Густав Климт. Климт насърчава по-млади художници и е заинтригуван от младия надарен Шиле, купува негови рисунки и му предлага да размени такива срещу негови собствени, урежда му модели и го представя на потенциални спонсори. Също така представя Шиле на Виенския пленер на изкуствата и занаятите, свързан със Сецесиона. През 1908 Шиле прави първата си изложба в Клостерннойбург. Той напуска Академията през 1909 г., след завършване на третата си година, и основава Нова арт група заедно с други недоволни студенти.
Климт кани Шиле да изложи някои от неговите творби във Виенското Kunstschau, където последният се натъква на Едвард Мунк, Ян Туръп и Винсент Ван Гог сред поканените. Вече неограничаван от традициите на Академията, Шиле започва да изследва не само човешките форми, но и човешката сексуалност. По онова време мнозина намират показността на творбите му за скандална.
През 1911 г. Шиле среща седемнадесетгодишната Валери (Уоли) Нойзил, която заживява с него във Виена и му позира като модел за някои от най-добрите му рисунки. За нея е известно много малко – че е била модел на Густав Климт, а може би и негова любовница. Шиле и Уоли бягат от клаустрофобичния, както го възприемат, център на Виена, и заминават за малкото градче Чески Крумлов (Крумау) в Южна Бохемия (родното място на майката на Шиле, понастоящем място на музей в памет на Шиле). Въпреки семейните връзки на Шиле в Крумау, той и любовницата му са прогонени от града от жителите, които категорично осъждат начина им на живот, включително и факта, че наема девойки от града да му позират, както се твърдяло.
Те заедно се преместват в Нойленгбах, 35 километра западно от Виена, в търсене на вдъхновяващи околности, както и не относително евтино студио, в което да работят. Както и във Виена, студиото на Шиле става сборен пункт на малолетните престъпници в Нойленгбах. Начинът му на живот предизвиква още по-голяма враждебност сред жителите на градчето и през април 1912 г. той е арестуван за съблазняване на младо момиче, което е малолетно, 13-годишно.
Когато влиза в студиото му, за да го арестува, полицията иззема повече от сто рисунки, считани за порнографски. Шиле е задържан до започване на съдебния процес. Когато случаят му е изложен пред съдия, обвиненията за прелъстяване и отвличане отпадат, но художникът е признат за виновен за излагане на еротични рисунки на място, достъпно за деца. В съда съдията изгаря една от непристойните рисунки на пламъка на свещ. Двайсетте и един дни, през които е задържан, се вземат предвид, и Шиле е осъден само на 3 дни затвор. Докато е в затвора, Шиле създава серия от 12 рисунки, изобразяващи мъките му в затвореното и консервативно място.
През 1915 г. Шиле среща Едит и Адел Хармс, които живеят с родителите си на улицата срещу студиото му. Семейството им е от средната класа; баща им е майстор шлосер. През април Шиле и Едит се сгодяват, а вярната Уоли е хладнокръвно отхвърлена от него. Въпреки недоволството на семейството ѝ, Шиле и Едит сключват брак през юни 1915 г. Въпреки избухването на Първата световна война, Шиле успява да развива артистичните си стремления. Продуктивността му е завидна, а творбите му отразяват зрелостта на артист, който напълно контролира таланта си. Поканен е да участва в 49-ата изложба на Сецесиона, който се провежда във Виена през 1918. Петдесет от творбите на Шиле са одобрени за изложбата, и се излагат в основната зала. Също така той проектира плаката за изложбата, който представлява реминисценция на Тайната вечеря, с негов портрет на мястото на Исус Христос. Изложбата преминава с огромен успех, вследствие на което цените на рисунките на Шиле се увеличават и той получава много поръчки за портрети.
През същата година той има успешни изяви в Цюрих, Прага и Дрезден. Шиле участва в множество общи изложби, включително тези на Новата арт група в Прага през 1910 г.; Будапеща през 1912 г.; Зондербунд, Кьолн през 1912 г.; както и няколко представяния на Сецесиона в Мюнхен, започнали през 1911 г. През 1913 г. галерия Ханс Голц в Мюнхен организира първата самостоятелна изложба на Шиле. Първата му самостоятелна изложба в Париж е през 1914 г.
През есента на 1918 г. епидемията от Испански грип, отнел живота на повече от 20 млн. души в Европа, достига и Виена. Едит, бременна в шестия месец, умира от болестта на 28 октомври. Шиле почива само три дни след жена си. Тогава е на 28 години. По време на последните три дни от живота си Шиле рисува няколко скици на Едит; това са последните му творби.

## Автопортрети
- Автопортрет, 1910
- Автопортрет с гримаса, 1910
- Авторпортрет с наведена глава, (1912)
- Любовници – Автопортрет с Уоли, c. 1914 – 1915
- Автопортрет, 1915

## Фигуративни творби
- Приятелство, 1913
- Седяща жена, подпряна на лакът, 1914.
- Русо момиче със зелени чорапи, 1914
- Зелените чорапи, 1914
- Две жени
- Прегръщаща се двойка, 1917
- Жена (1917).
- Клекнало момиче, подпряно на лактите си 1917
- Седяща жена с пристегнато коляно, 1917
- Седящо момиче, 1917
- Акт 1917
- Семейство, 1918